# Severiano Martínez Anido
Severiano Martínez Anido (Ferrol, 1862 - Valladolid, 1938) est un militaire et homme politique espagnol.
Après une carrière militaire dans des unités combattantes (aux Philippines, dans le cadre de la guerre hispano-américaine de 1898, puis dans le Maroc espagnol), il exerça en métropole une série de hautes fonctions d’abord militaires, puis aussi civiles. En particulier, il fut nommé en 1920 gouverneur civil de Barcelone, auquel titre il joua un rôle de premier plan dans la dure répression contre l’agitation sociale à Barcelone au début de la décennie 1920 ; usant de méthodes tant légales (arrestations massives de syndicalistes CNT, déportations, et application abusive de la loi des fuites, laquelle autorisait à abattre tout détenu tentant de s’échapper) qu’illégales (mise à contribution des hommes de main du syndicat carliste rival de la CNT, attentats ciblés, etc.), il devint l’objet de controverses de plus en plus vives, avant d’être finalement limogé en 1922. Nommé ensuite commandant général à Melilla, il démissionna deux mois après, quand il se sentit condamné à l’inaction après que son projet d’occupation du Rif (comportant un plan de débarquement) eut été rejeté. Sous la dictature de Primo de Rivera, il figura comme l’un des hommes forts du régime, en sa qualité de ministre responsable de l’Ordre public, mais aussi comme confident du dictateur. Après l’éclatement de la Guerre civile en 1936, il mit fin à son exil en France, auquel l’avait contraint la proclamation de la République en 1931, et, ayant offert ses services au camp nationaliste, se signala à nouveau par ses actions répressives et fut l’artisan d’une politique de collaboration policière avec l’Allemagne nazie (mise en place d’une police secrète, accord d’extradition d’opposants politiques, etc.).

## Biographie

### Formation et carrière militaire

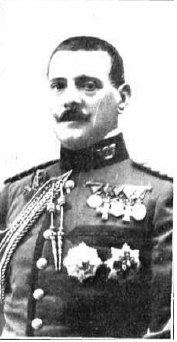
Martínez Anido vers 1912, avec le grade de colonel.

Né le 21 mai 1862 à Ferrol, dans la province de La Corogne,, Martínez Anido s’inscrivit en 1880 à l’Académie générale militaire, d’où il sortit diplômé quatre ans plus tard avec le rang d’enseigne d’infanterie. Il participa ensuite, dans le cadre de la guerre hispano-américaine, aux campagnes des Philippines, puis, dans le cadre de la guerre du Rif, aux opérations militaires dans le Maroc espagnol, où il monta au grade de colonel en 1909. En 1911, il fut nommé assistant personnel du roi Alphonse XIII, et occupa dans la suite plusieurs hautes fonctions militaires, à savoir celles de directeur de l’Académie d'infanterie de Tolède (es), de commandant de la 1re brigade de Chasseurs, et de gouverneur militaire de Guipuscoa. Il avait acquis une maîtrise moyenne des langues anglaise, française et italienne, et fut promu général de brigade en 1914, général de division en 1918, et enfin lieutenant général.

### Gouverneur militaire et civil de Barcelone (1920-1922)
Après avoir d’abord exercé comme gouverneur militaire de Barcelone de février 1919 à octobre 1920, Martínez Anido occupa à partir de cette dernière date et dans la même province le poste de gouverneur civil, demeurant à ce titre à la tête du gouvernement civil de Barcelone de novembre 1920 à octobre 1922. Cette nomination, survenue le 8 novembre 1920, s’explique par le basculement de la politique du gouvernement d’Eduardo Dato vers une attitude plus répressive. En effet, c’est dans le but d’en finir avec les conflits sociaux qui faisaient alors rage à Barcelone que le président du Conseil des ministres avait choisi Martínez Anido, raison aussi pour laquelle celui-ci reçut largement l’appui de la presse catalane d’idéologie conservatrice, ainsi que de l’armée et même du monarque ; il n’était jusqu’à Francesc Cambó, homme politique catalaniste, qui n’ait recommandé aux autorités de Madrid la désignation de Martínez Anido pour la charge de gouverneur.
L’entrée en fonction de Martínez Anido en remplacement de Vassallo Bas fut le point de départ de la phase la plus brutale de la répression d’État en Catalogne, où le pouvoir militaire se substitua entièrement au pouvoir civil dans l’administration de Barcelone. Appuyé par le préfet de police Miguel Arlegui, l’un des principaux collaborateurs de Martínez Anido à Barcelone, par le patronat catalan et par les Juntas de Defensa, Martínez Anido se proposait de résoudre de façon définitive le problème du terrorisme, et dressa à cet effet une liste noire des dirigeants du syndicat anarchiste CNT. L’assassinat le 20 novembre 1920 d’un chauffeur nommé Valentín Otero, membre du dénommé Syndicat libre, d’obédience carliste, lui fournit l’occasion de déclencher une vague de répression. Sous la couverture de la suspension des garanties constitutionnelles, Martínez Anido, homme cruel et violent, allait diriger la répression contre les organisations ouvrières, mais plus particulièrement contre la CNT, en vue de quoi il favorisa les Syndicats libres, rivaux de la CNT, et alla jusqu’à mettre à contribution dans le même dessein l’organisation paramilitaire Somatén. Outre la dissolution des syndicats, il ordonna des centaines de détentions, qui frappèrent tous les hauts responsables de la CNT. Plusieurs des détenus furent transférés à la forteresse de la Mola (dite aussi Isabel II), près de Port Mahon, dans les Baléares, y compris même quelques personnalités sans lien avec le syndicat, comme Lluís Companys. La répression frappa également les simples affiliés et les percepteurs de fonds, tandis que les avocats proches de la CNT étaient victimes d’attentats, dont notamment Francesc Layret, assassiné le 30 novembre 1920. D’autre part, Martínez Anido commandita, par le biais de la Garde civile et en faisant appel aux hommes de main (pistoleros) du Syndicat libre, quelque 800 attentats, à l’origine de 5 centaines de morts dans les rangs anarcho-syndicalistes de la CNT (parmi lesquels plusieurs figures en vue, telles que Salvador Seguí et Evelio Boal), d’après les chiffres, probablemente sous-évalués, donnés par Martínez Anido lui-même.

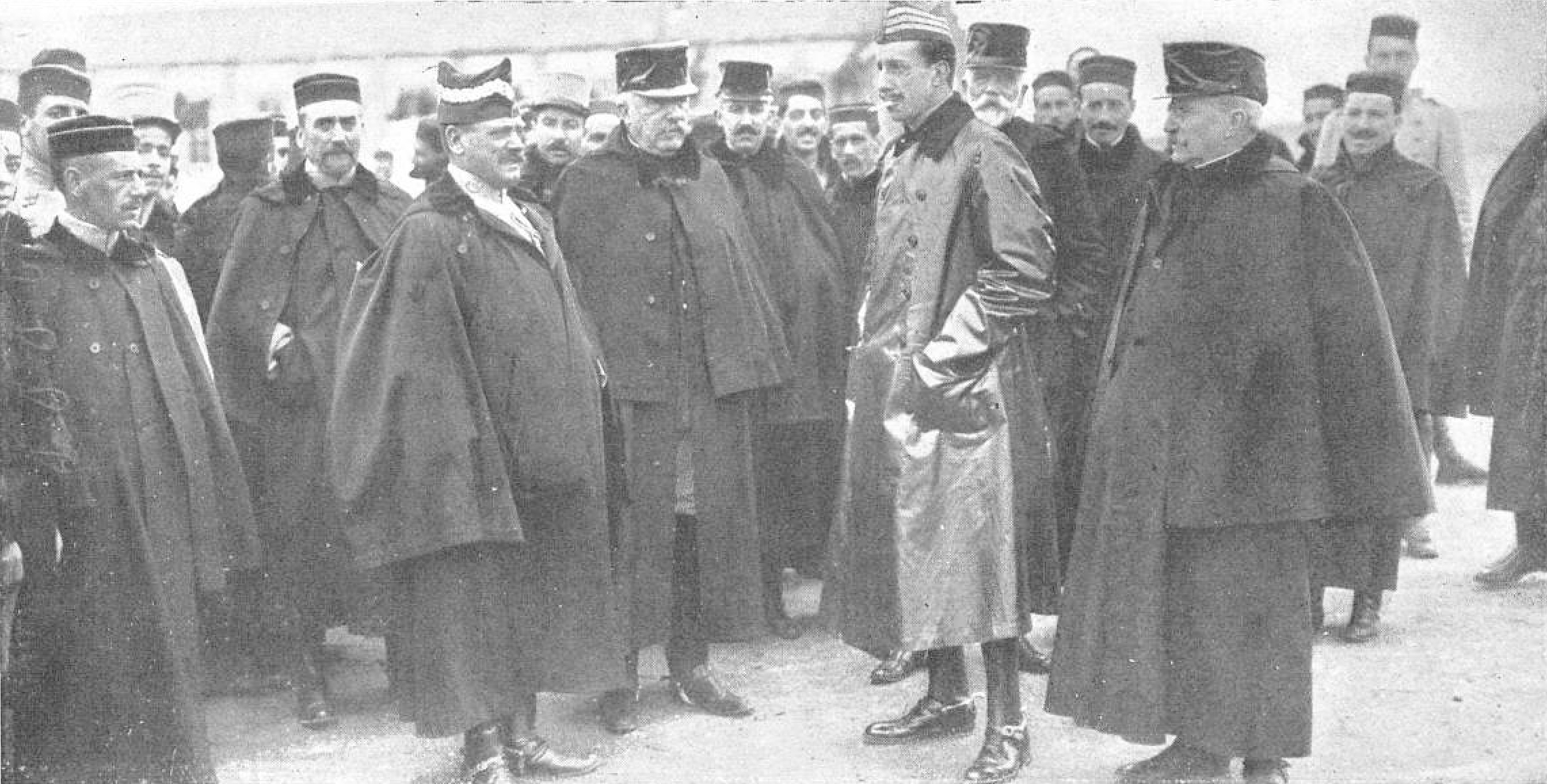
Martínez Anido lors d’une visite d’Alphonse XIII au campement Los Alijares de l’, dont Martínez Anido était alors directeur (1914).

La CNT tenta en décembre 1920 de riposter par une grève générale, mais en vain, le syndicat socialiste UGT, qui en redoutait les conséquences, s’étant abstenue de l’appuyer. L’action de grève entraîna de nouvelles détentions et déportations, tandis que parallèlement Martínez Anido couvrait l’action des pistoleros du Syndicat libre, qui purent agir à leur guise, par suite de quoi ce fut la CNT qui eut à subir les plus grands dommages de la lutte entre syndicats. Les premiers mois du mandat Martínez Anido se caractérisent donc par une forte occurrence d’actes de violence, avec un nombre mensuel moyen de victimes non inférieur à celui de la période de Bas Vassallo. La politique répressive de Martínez Anido atteignit son apogée avec la mise en œuvre de la dénommée et tristement célèbre loi des fuites (en esp. Ley de Fugas), qui permettait l’exécution de détenus (par une balle dans le dos) au motif d’une présumée tentative de fuite, et sous l’égide de laquelle une dizaine de dirigeants de la CNT avaient été assassinés (selon le bilan de fin janvier 1921),.
L’attentat meurtrier à Madrid le 8 mars 1921 contre le président du conseil Eduardo Dato, jugé responsable de l’application dans Barcelone de la loi des fuites, attentat qui fut perpétré par un commando de trois anarchistes faisant feu sur Dato à partir d’un side-car, eut pour effet d’intensifier encore la répression contre la CNT, sans infléchir la politique gouvernementale ; au contraire même, la position de Martínez Anido à Barcelone s’en trouva consolidée, car confirmée par le nouveau gouvernement Allendesalazar.
À l’été 1921, la répression gouvernementale à l’encontre de la CNT commençait à porter ses fruits, encore qu’en réalité l’action de Martínez Anido se soit ouvertement soustraite au contrôle du gouvernement.
Sur son action à Barcelone, l’historien britannique Hugh Thomas a formulé le jugement suivant :

« L’action du général Martínez Anido [...] comme gouverneur civil de Barcelone, de 1920 à 1922, devint célèbre par sa cruauté, par un type de répression qui n’avait plus été vu en Espagne depuis plusieurs générations. Il s’appuya sur les Syndicats libres, qui faisaient de plus en plus office d’une union patronale de casseurs de grève. Parmi eux s’étaient infiltrés des pistoleros et le terrorisme allait s’accroissant chez les anarchistes […]. »

L’action de Martínez Anido et d’Arlegui, caractérisée par la brutalité et l’usage de méthodes violentes (avec en particulier la mise en application de la loi des fuites), fit l’objet de vives discussions dans certains secteurs politiques. Les protestations que suscita l’état d’exception prolongé à Barcelone finirent par provoquer la chute du gouvernement le 7 février 1922. Le nouveau président du conseil, José Sánchez Guerra, misant sur un retour à des attitudes plus modérées, rétablit le 30 mars, après trois ans, les garanties constitutionnelles. La remise en liberté des dirigeants de la CNT permit à la faction autour de Salvador Seguí de reprendre la direction de la CNT et de regagner le soutien des classes laborieuses barcelonaises. À l’inverse, le rétablissement des garanties rétrécit la marge de manœuvre de Martínez Anido, lequel commençait à devenir un problème pour le gouvernement. L’attentat (manqué) contre Ángel Pestaña en août 1922, la réintroduction de la loi des fuites, et le simulacre d’attentat monté par Martínez Anido contre lui-même fin octobre allaient conduire à son évincement définitif, et à son remplacement au poste de gouverneur civil de Barcelone par le général Julio Ardanaz Crespo.
Le 23 octobre 1922, et tandis que Francisco Cambó manœuvrait vainement pour qu’il soit maintenu dans ses fonctions de gouverneur civil, Martínez Anido quitta donc son poste, après avoir été destitué par le président du conseil Sánchez Guerra, opposé à ses méthodes, ; au même moment, le préfet de police de Barcelone, le général Arlegui, était également limogé, décision qui se heurta toutefois à quelque résistance, le roi Alfonso XIII faisant mine de refuser de signer le décret de destitution. Le travail de Martínez Anido avait pourtant été apprécié par l’organisation patronale catalane Foment del Treball Nacional (ou Fomento del Trabajo Nacional, dans sa version castillane, soit littér. Stimulation du travail national) et par les industriels catalans, à telle enseigne qu’en plus d’une cérémonie d’adieu en son honneur à l’hôtel Ritz après sa destitution, il fut même envisagé d’organiser une pétition pour sa nomination comme fils adoptif de Barcelone.

### Commandant général de Melilla (1923)
Le 7 décembre 1922, le gouvernement présidé par Manuel García Prieto, le troisième depuis le désastre d’Anoual, accéda au pouvoir, avec une équipe ministérielle à dominante libérale, où Niceto Alcalá-Zamora s’était vu confier le portefeuille de la Guerre. Ce dernier cependant remit sa démission le 25 mai 1923, et le lieutenant-général Luis Aizpuru y Mondéjar, alors chef d’état-major des armées, prit sa succession. La nomination d’Aizpuru fut bientôt suivie de la désignation de Martínez Anido à la tête du haut commandement militaire (Comandancia General) de Melilla, dans le Protectorat espagnol au Maroc. Cette décision ne laissa pas de susciter la polémique, Martínez Anido n’étant pas particulièrement réputé pour ses capacités d’écoute et de dialogue. Sa nomination fut donc interprétée comme un changement de cap de la politique espagnole au Maroc, qui de volonté de « pénétration pacifique » du Rif basculerait ainsi vers une occupation militaire violente, ce qui provoqua la perplexité chez certaines personnalités politiques, dont l’ancien ministre Alcalá-Zamora. Dans les rangs socialistes, Indalecio Prieto argua que la désignation de Martínez Anido n’était pas des plus judicieuses, s’agissant en effet, affirma-t-il devant le Congrès, d’une « personne orgueilleuse agissant selon son caprice sans avoir garde aux raisons de discipline et d’obéissance » ; toujours devant le Congrès, il interpella le président García Prieto à propos de cette nomination, lui demandant si le gouvernement suivait encore une ligne exclusivement pacifique au Maroc. De fait, la présence de Martínez Anido à Melilla correspondait bien à un changement de méthode, et le gouvernement, tout en prônant verbalement la « pénétration pacifique », inversa à partir de juin 1923 sa stratégie et remit sur la table le vieux plan de débarquement de troupes à Al Hoceïma en vue de soumettre manu militari les Rifains rebelles.
L’historiographie espagnole a attribué à Martínez Anido la conception dudit plan militaire, alors que lui-même affirma après sa démission que ce n’était pas lui qui avait préconisé un débarquement à Al Hoceïma et qu’il s’était borné à obéir, indiquant que l’inspirateur du plan était en réalité Luis Silvela, alors haut-commissaire au Maroc, que lui-même (Martínez Anido) avait trouvé le projet tout rédigé dans un tiroir quand il arriva à la Comandancia General, et qu’il s’était contenté de l’examiner et de le remettre au haut-commissariat.
Le projet de la Comandancia s’appuyait sur l’exécution simultanée de trois opérations militaires distinctes : un débarquement préliminaire sur la plage de Torres de Alcalá, à 4 kilomètres à l’ouest du Peñón de Vélez de la Gomera, dans la zone occidentale du protectorat ; une « démonstration » (débarquement-leurre) à Sidi Driss, à l’embouchure du fleuve Amékran, dans la zone orientale ; et une action intérieure, par voie de terre, avec engagement de gros effectifs, afin de s’emparer du Zoco el Had, à Al Hoceïma. Ces opérations devaient être suivies, à bref délai, de la principale, savoir : le débarquement d’une colonne sur le bord occidental de la baie d’Al Hoceïma, l’objectif étant d’établir dans cette dernière une solide base d’opération d’où l’on pourrait projeter d’autres opérations, en tant que de besoin. Il s’agissait d’un vaste plan qui requérait de grandes ressources, en matériel, en ravitaillement, et surtout en hommes de troupe, qu’il y aurait lieu de mobiliser en métropole.
Le plan fut analysé par une commission du Haut-Commissariat, à laquelle appartenaient notamment Alberto Castro Girona et Ignacio Despujols. Le rapport de cette commission, dont les conclusions contredisaient le projet original de la Comandancia de Melilla, proposait, outre une stratégie différente comportant une attaque aérienne massive avec des gaz de combat, une combinaison de trois opérations : une principale, sur mer, à Al Hoceïma, et deux secondaires par voie de terre. Les deux projets furent expédiés à Madrid pour évaluation par l’état-major des armées quant à leur faisabilité.
Le rapport final de l’état-major exprimait, à l’instar de la commission du Haut-Commissariat, des doutes sur le bien-fondé d’un débarquement à Torres de Alcalá et se prononçait contre une opération de grande envergure sur terre telle qu’envisagée par Martínez Anido, en relevant que la configuration du terrain avantageait les défenseurs. Le rapport blâmait Martínez Anido d’avoir édifié son projet sur des présomptions par trop optimistes, sur des données incomplètes obtenues par reconnaissance aérienne, et sur quelques photographies d’observateurs, et critiquait l’insuffisance des données morphologiques sur la péninsule de Morro Nuevo, en particulier sur ses possibilités de débarquement et d’installation d’une base. Le rapport se terminait sur un clair rejet d’un débarquement et posait en conclusion que le problème du protectorat ne pouvait être résolu que si on portait le coup sur Ajdir, capitale de la République du Rif ; les rédacteurs du rapport recommandaient au gouvernement, « attendu qu’il n’était pas possible de requérir du pays un soldat de plus », de doter l’armée espagnole de moyens modernes, tels que : avions, chars de combat, fusils-mitrailleurs, artillerie de gros calibre, gaz toxiques, etc. Il s’ensuivit que le gouvernement, après lecture du rapport, et en dépit des démarches de Silvela auprès du président du conseil, déclina l’opération.
Son projet répudié, Martínez Anido ne tarda pas à remettre sa démission, et quitta son poste de commandant général le 14 août 1923. Son message d’adieu à l’armée d’Afrique était ainsi libellé :

« C’est avec un profond regret que j’abandonne le commandement de ce territoire, car je ne pourrai, dans ces moments critiques où la Patrie aurait besoin d’officiers et de soldats enthousiastes, me tenir à vos côtés et employer les vertus militaires qui vous ornent. L’absence me gardera présent à l’esprit votre désir, qui fut aussi toujours le mien, de venger les affronts passés, en plaçant notre propre morale très au-dessus de celle de l’ennemi, moi-même me désolant de ce que le bref temps de mon commandement a empêché de mettre en pratique une réalité aussi belle et appropriée. Persévérez dans l’accomplissement de votre devoir, disciplinez votre esprit, qui doit garder pour boussole et pour guide le bien-être de la Patrie, et recevez la tendre étreinte que vous envoie votre général. »

### Dictature de Primo de Rivera (1923-1931)

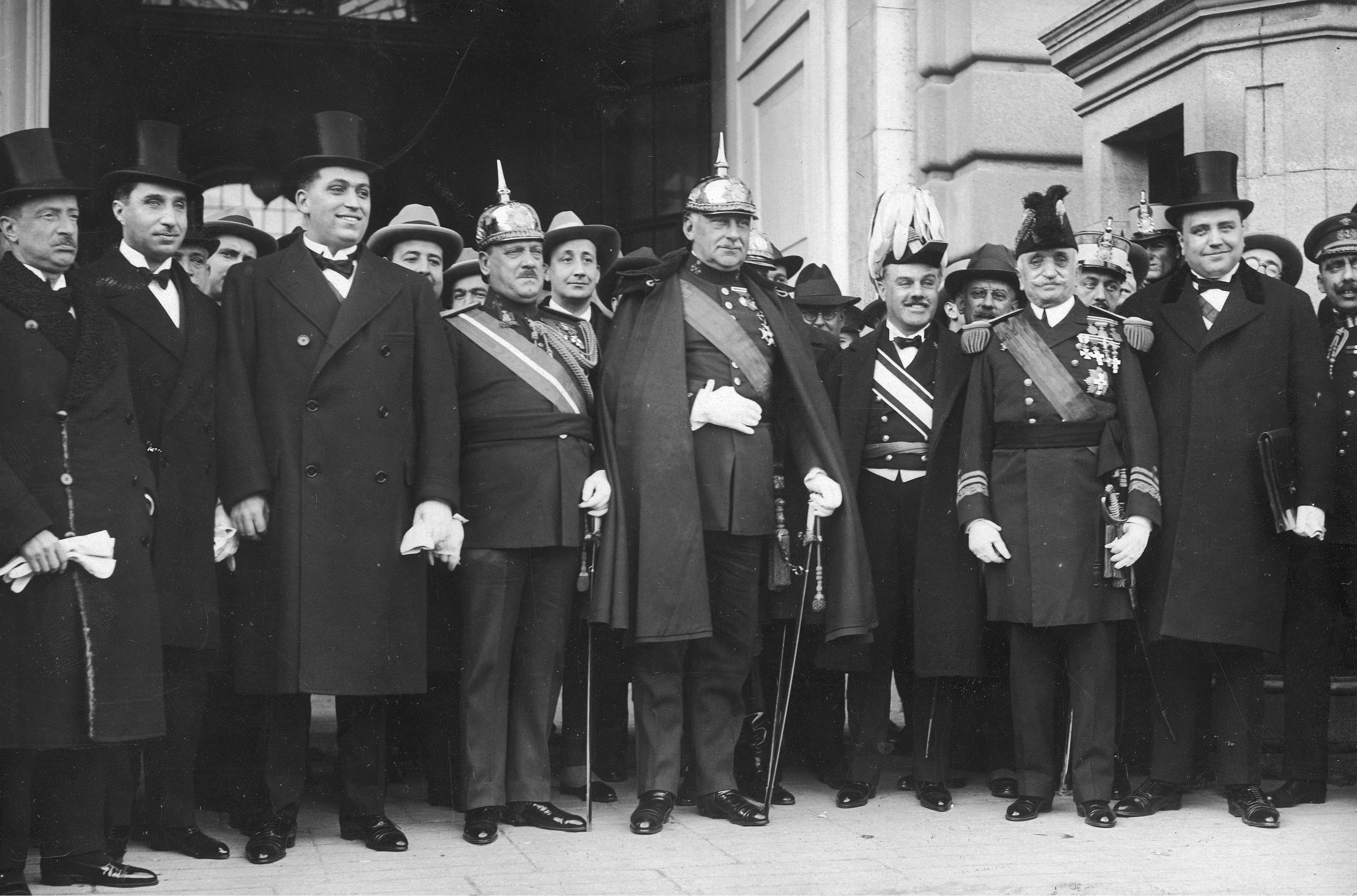
Les membres du directoire civil de Primo de Rivera en décembre 1925. Au premier rang, de gauche à droite, Eduardo Callejo (Instruction publique), José Yanguas (ministère d’État), José Calvo Sotelo (Finances), Severiano Martínez Anido (4e de la gauche, Intérieur), Miguel Primo de Rivera (président), Comte de Guadalhorce (Travaux publics), Honorio Cornejo (Marine) et Eduardo Aunós (Travail).

Après l’avènement de la dictature de Primo de Rivera, lorsque fut instauré le dénommé Directoire militaire, Martínez Anido fut nommé en septembre 1923 au poste de sous-secrétaire du ministère de l’Intérieur (Ministerio de la Gobernación). À cette époque, il put s’appuyer sur un de ses anciens collaborateurs, le général Miguel Arlegui, au titre de directeur général de la Sûreté. Ultérieurement, en décembre 1925, à la faveur de la mise en place du Directoire civil, Martínez Anido allait être nommé ministre de l’Intérieur de plein exercice, poste qu’il gardera jusqu’en janvier 1930. Entre décembre 1925 et janvier 1930, il assuma aussi la vice-présidence du conseil des ministres, auquel titre il vint à figurer comme la main droite du général Miguel Primo de Rivera et, finalement, comme l’une des principales personnalités de la dictature, comme en témoigne entre autres le fait que Primo de Rivera ne conférait qu’avec Martínez Anido sur les décisions à prendre concernant des sujets strictement politiques.
Connu pour son hostilité envers les intellectuels, il aurait, aux dires d’Eduardo Ortega y Gasset, déclaré en 1924, quand la mesure de bannissement intérieur aux îles Canaries prise à l’encontre de Miguel de Unamuno eut été confirmée :

« Moi, je couperais plusieurs têtes d’"intellectuels" pour qu’ils cessent d’importuner. Si moi je pouvais réaliser mon programme, Unamuno n’arriverait pas vivant à Fuerteventura. Moi, je ne me soucie pas des "intellectuels" ! »

Tout le temps que dura son exil, qui courut de 1924 à 1930, Unamuno ne cessa pour sa part d’attaquer, de vilipender et d’insulter ce qu’il désignait par le « trio dictatorial », à savoir : le général Primo de Rivera, le roi Alphonse XIII, et Martínez Anido, discernant en ce dernier le véritable homme de pouvoir et considérant Primo de Rivera comme une marionnette, ou seulement comme le visage visible de ce gouvernement ; pour caractériser les dirigeants du régime, sous lequel, selon lui, nul n’était à l’abri, Unamuno usait d’analogies et d’expressions qui les ravalait au rang d’animaux, en insistant surtout sur leur supposée manque d’intelligence.

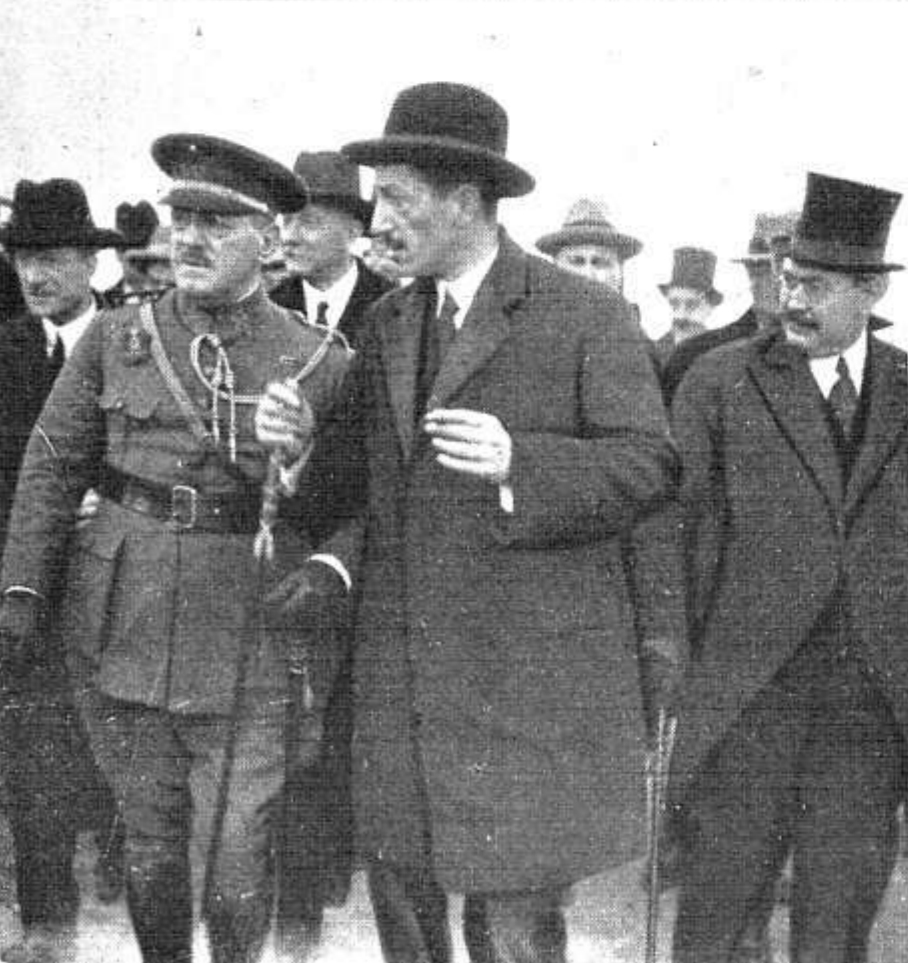
Martínez Anido (à gauche), alors ministre de l'Intérieur, en visite à Carthagène en 1927, en compagnie de Torres López, maire de la ville.

En matière de politique d’ordre public, l’une des premières décisions du Directoire fut la promulgation d’un décret, daté du 17 septembre 1923, en vertu duquel l’institution catalane du Somatén fut étendue à toutes les provinces d’Espagne. Il reste que durant la dictature primorivériste, et à l’inverse de la situation conflictuelle des années antérieures, l’on réussit à rétablir la « paix sociale ». Par sa position au sein du cabinet ministériel, Martínez Anido fut conduit à assumer d’autres responsabilités en certaines circonstances déterminées. Ainsi, en 1928, remplit-il pendant plusieurs mois, à titre temporaire, la fonction de ministre de la Guerre, par suite de la maladie du ministre titulaire, le général Juan O'Donnell. Un an plus tard, il se chargea de la présidence par intérim du conseil des ministres ainsi que du ministère de l’État, en l’absence de Primo de Rivera, de juillet à septembre 1929. La démission de Miguel Primo de Rivera en janvier 1930 entraîna aussi pour Martínez Anido son départ du gouvernement.

### Période d’exil (1931-1936)
Ayant préféré s’exiler en France au lendemain de la proclamation de la République, il n’assista pas au procès conduit dans l’édifice de l’ancien Sénat par un Tribunal des responsabilités en novembre 1932 et destiné à juger les responsables de la dictature de Primo de Rivera. La sentence prononcée comportait pour Martínez Anido une dure peine de 24 ans de « confinement » (résidence surveillée) et de privation de droits civiques, avec suppression de la pension de retraite. En 1935, Ramón Sales se réunit à Nice avec l’ancien militaire Martínez Anido, déjà bien avancé en âge, pour obtenir de lui qu’il prenne la tête d’un coup d’État en Catalogne, mais celui-ci déclina la proposition.

### Guerre civile
À l’éclatement de la Guerre civile en juillet 1936, Martínez Anido retourna en Espagne et, s’étant mis aussitôt à la disposition des insurgés, fut désigné président de l’Œuvre nationale contre la tuberculose (Patronato Nacional Antituberculoso, PNA). En octobre 1937, le général Francisco Franco le nomma chef des Services de sécurité intérieure, d’ordre public et des frontières, sous la tutelle directe du chef de l’État. Dans ses fonctions, Martínez Anido était appelé à se charger de questions telles que la censure des spectacles et le contrôle des délits de marché. En janvier 1938, lors de la mise en place du premier gouvernement de Franco, Martínez Anido fut nommé à la tête du ministère de l’Ordre public. Ainsi que l’a signalé l’historien Hugh Thomas, sa nomination avait été « calculée dans le but de semer la panique chez les républicains ». Martínez Anido ne tarda pas à mettre en œuvre sa politique de contrôle et de répression. L’ambassadeur allemand auprès de l’Espagne franquiste, Eberhard von Stohrer, en vint à envoyer à Berlin un rapport, dans lequel il indiquait que la politique répressive menée par Martínez Anido « finissait par apparaître inadmissible, y compris même aux yeux de la Phalange elle-même ».
Farouchement hostile à l’indépendantisme catalan, Martínez Anido rejeta — dans la perspective de la formation du premier cabinet ministériel franquiste — une proposition de Pedro Sáinz Rodríguez portant qu’Eugenio d'Ors soit désigné directeur des Beaux-Arts, au motif que celui-ci serait un « séparatiste catalan ».
Le nouveau ministre de l’Ordre public organisa aussi la coopération policière avec les États fascistes. Sur requête du chef de l’État, le gouvernement de l’Allemagne nazie diligenta une équipe d’experts dirigés par le colonel SS Heinz Jost, avec le dessein de former la nouvelle police franquiste. Ladite équipe s’installa à Valladolid, sous les auspices du ministère de l’Ordre public. Le 31 juillet 1938, le chef de la SS et de la police de l’Allemagne nazie, Heinrich Himmler, et Martínez Anido signèrent un accord prévoyant l’extradition mutuelle des « délinquants politiques » qui viendraient à être détenus dans l’un des deux pays,,. Comme partie constituante de l’accord, la Gestapo assigna un de ses agents à l’ambassade d’Allemagne à Salamanque, tandis que parallèlement le gouvernement de Franco détacha un officier de police à l’ambassade d’Espagne à Berlin. L’accord stipulait également que l’attaché de la Gestapo en Espagne, Paul Winzer, vienne diriger un programme d’instruction à l’intention de la nouvelle police politique de Franco.
Après la mort de Martínez Anido le 24 décembre 1938, le portefeuille de l’Ordre public fut aboli et ses compétences transférées au ministère de l’Intérieur (doté depuis lors de l’intitulé Ministerio de la Gobernación), ce qui représentait une extension du pouvoir pour le titulaire de celui-ci, Ramón Serrano Súñer.
Inhumés d’abord au cimetière d’El Carmen à Valladolid, les restes de Martínez Anido furent translatés dix années plus tard, en 1949, vers un fastueux mausolée sis dans le même cimetière et financé par la municipalité,.

## Mise en examen posthume pour crimes contre l’humanité et détention illégale
En 2008, Severiano Martínez Anido fut l’un des 35 hauts gradés du franquisme mis en examen par l’Audience nationale dans le cadre de la procédure engagée par le juge Baltasar Garzón pour délits présumés d’incarcération illégale et de crimes contre l'humanité commis au cours de la guerre civile et des premières années du régime de Franco. Toutefois, le juge déclara éteinte la responsabilité pénale de Martínez Anido, après qu’il eut reçu notification de son décès dûment certifié, survenu plusieurs décennies auparavant,,. L’instruction de cette affaire fut à ce point polémique que Garzón vint à être inculpé lui-même de prévarication et dut passer en jugement ; cependant, il fut acquitté par le Tribunal suprême.

## Famille
Martínez Anido était le père du dessinateur et illustrateur Roberto Martínez Baldrich (1895-1959).

## Récompenses
- Grand-Croix (avec signe distinctif rouge) du Mérite militaire (1915)[71].
- Grand-croix de l’ordre royal et militaire de Saint-Herménégilde (1922)[72].
- Grand-croix (avec signe distinctif blanc) de Ordre du Mérite naval (1929)[73].
- Grand-croix (avec signe distinctif blanc) de l’ordre civil de Bienfaisance (1929)[74].